# 浜面又助

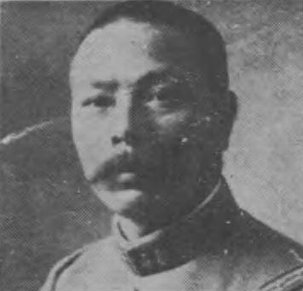
浜面又助

浜面 又助（はまおもて またすけ、1873年4月24日 - 1944年6月22日）は、日本陸軍の軍人。最終階級は陸軍中将。楠山から浜面に改姓したが、のち楠山に復した。

## 経歴
和歌山県出身。楠山喜次郎の三男として生れる。後に、当時の和歌山の有力家系であった浜面家の養子となる。
浜面家は、旧士族で金銭的な成功を勝ち得ていた西川家、小林家の縁戚であった。小林家は、当時の和歌山市街を走る路面電車（小林電気鉄道）を興し、西川家はそこに出資していた。ちなみに、小林家は、西川家の次男の家系であり、浜面家には、西川家の長女が嫁ぎ、その娘に小林家から養子が入って産まれた娘と又助は結婚し、一時、浜面家を継ぐも、後に離縁し、楠山性に戻っている。
徳義中学校、陸軍幼年学校を経て、1893年（明治26年）7月、陸軍士官学校（4期）を卒業。翌年3月、歩兵少尉に任官し歩兵第8連隊付となる。近衛歩兵第4連隊付、陸軍戸山学校教官などを経て、1900年（明治33年）12月、陸軍大学校（14
期）を卒業。
1901年（明治34年）6月、参謀本部出仕となり、参謀本部員、清韓出張、第12師団参謀、歩兵第20連隊大隊長などを歴任し、1904年（明治37年）11月、歩兵少佐に昇進。
1906年（明治39年）4月、参謀本部付（ロシア差遣）となり、1908年（明治41年）12月、歩兵中佐に進級し参謀本部員に就任。1909年（明治42年）8月、歩兵第8連隊付となり、大阪連隊区司令官を経て、1912年（大正元年）12月、歩兵大佐に昇進。1913年（大正2年）8月、歩兵第45連隊長に就任し、参謀本部課長を経て、1917年（大正6年）8月、陸軍少将に進級し歩兵第21旅団長となった。
1918年（大正7年）7月、関東都督府参謀長に就任し、シベリア出兵時は関東軍参謀長およびハルビン特務機関長を歴任し支援を行った。張作霖の顧問であった事もあると言う。1922年（大正11年）8月、陸軍中将に進む。同年11月、第3師団長に親補された。1923年（大正12年）3月、予備役に編入。

## 栄典
- 1894年（明治27年）5月1日 - 正八位[1]
- 1922年（大正11年）9月11日 - 従四位[2]